# Lanzenspitze von Øvre Stabu

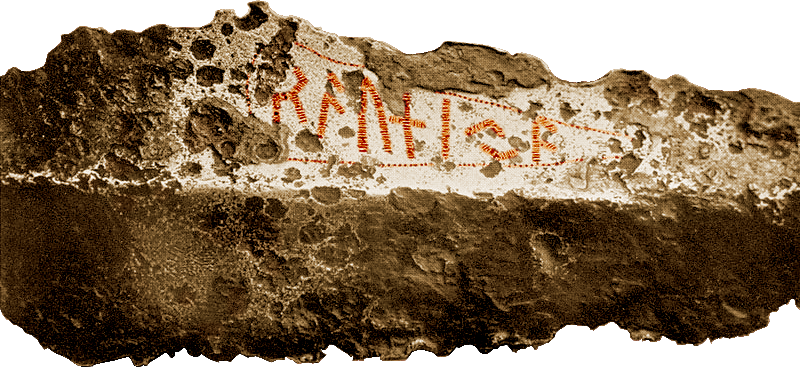
Lanzenspitze von Øvre Stabu

Die Lanzenspitze von Øvre Stabu (KJ 31, NIæR34) ist eine eiserne Lanzenspitze, die eine Runeninschrift in der älteren Runenreihe des Futharks trägt. Das Fundstück und die Inschrift werden in die zweite Hälfte des 2. Jahrhunderts datiert und gilt mit der Inschrift vom Kamm von Vimose als bisher älteste überlieferte Runeninschrift. Gefunden wurde das Objekt beim namensgebenden Hof Øvre Stabu, Østre Toten in der Provinz Innlandet (ehemaliges Oppland) im südöstlichen Norwegen.

## Entdeckung und Beschreibung
Im Frühjahr 1890 wurde beim Hof durch den Bauern bei Feldarbeiten ein verflachter Grabhügel entdeckt und in der Folge archäologisch untersucht. Es wurden vier Brandgräber festgestellt, jeweils zwei Frauen- und Männergrablegen. Die Männergräber enthielten als Beigaben fast ausschließlich Waffen und Teile von Waffen in mehr oder weniger durch Rost und Brand beschädigtem Zustand. Die Funde befinden sich heute in der Altertumssammlung des Kulturhistorischen Museum in Oslo. Die Spitze hat eine Länge von 28 cm. Mit der Mittelrippe gehört sie zum Typ Vennolum, des Weiteren ist sie archäologisch mit den, ebenfalls runentragenden Lanzenspitzen von Illerup Ådal und Vimose in Beziehung zu setzen, da die Runen bei der Fertigung von den Schmieden angebracht wurde.

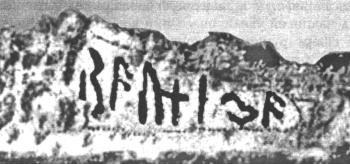
Runeninschrift

Die rechtsläufige Inschrift zeigt Runen von 1 cm Höhe. Besonders die archaische Form der Ausführung der 6. Rune, der ᛃ-Rune die hier (siehe Foto) in die horizontale gekippt wurde, deutet auf das hohe Alter hin, beziehungsweise unterstützt die archäologische Datierung (C 1,  Cla-Clb). Die 8. Rune, das abschließende ᛉ, ist durch Rostfraß nicht mehr klar lesbar.
ᚱᚨᚢᚾᛁᛃᚨᛉ
raunijaR
Nach dem Sprachwissenschaftler Wolfgang Krause wird das inschriftliche raunijaR zum altnordischen Nomen Agentis reynir gestellt mit der Bedeutung als „Erprober“. Der Waffe wurde demnach eine Eigenschaft zugeschrieben, die sie personalisiert. Eine andere, weniger vertretene Interpretation ist, analog zur Inschrift des Kamms von Vimose harja, die Inschrift als Personennamen des Besitzers zu deuten.